# ルーズベルト・アイランド橋
ルーズベルト・アイランド橋（英語: Roosevelt Island Bridge）は、イースト川のイースト海峡を横断し、ルーズベルト島とクイーンズ区アストリアを結ぶ昇開橋である。公共交通機関を使用しないで、車両または徒歩によってルーズベルト島に出入りするには、本橋を利用する以外ない。
1952年3月17日に建設が始まった。建設費用は650万ドルであった。1955年5月18日、ウェルフェア・アイランド橋（Welfare Island Bridge）として開通した。1973年にルーズベルト・アイランド橋に改名された。
船舶の通行のために橋桁を上げると、水面から30メートルの高さとなる。橋の幅は12メートルであり、全長は877メートル（入口を含む）。メインスパンは127メートルである。
本橋が建設されるまで、ルーズベルト島に公共交通機関によらずに出入りするには、クイーンズボロ橋（1909年完成）に設置されていた車両乗降エレベーターを利用するしかなかった。
2008年の日平均通行量は10,161台。ルーズベルト島内の交通量を抑制するため、本橋から、島の入り口にある駐車場（モーターゲート・パーキング・ガレージ）に直接乗り入れが可能になっている。駐車場は1974年に完成し、1990年の終わりに拡張された。
2001年、ニューヨーク市運輸局により、メンテナンス費用の削減のため、本橋を固定橋にすることが検討された。イースト川を通航する船のほとんどが、本橋とルーズベルト島を挟んで反対側となるウェスト運河 (West Channel) を通航するため、船舶の通航のために本橋の橋桁を上げる頻度が少なかったためである。しかし、国際連合本部ビルでの国連総会の間、ウェスト運河は保安上の理由で閉鎖されるため、この橋の橋桁を上げて船舶を通航させることが多くなる。

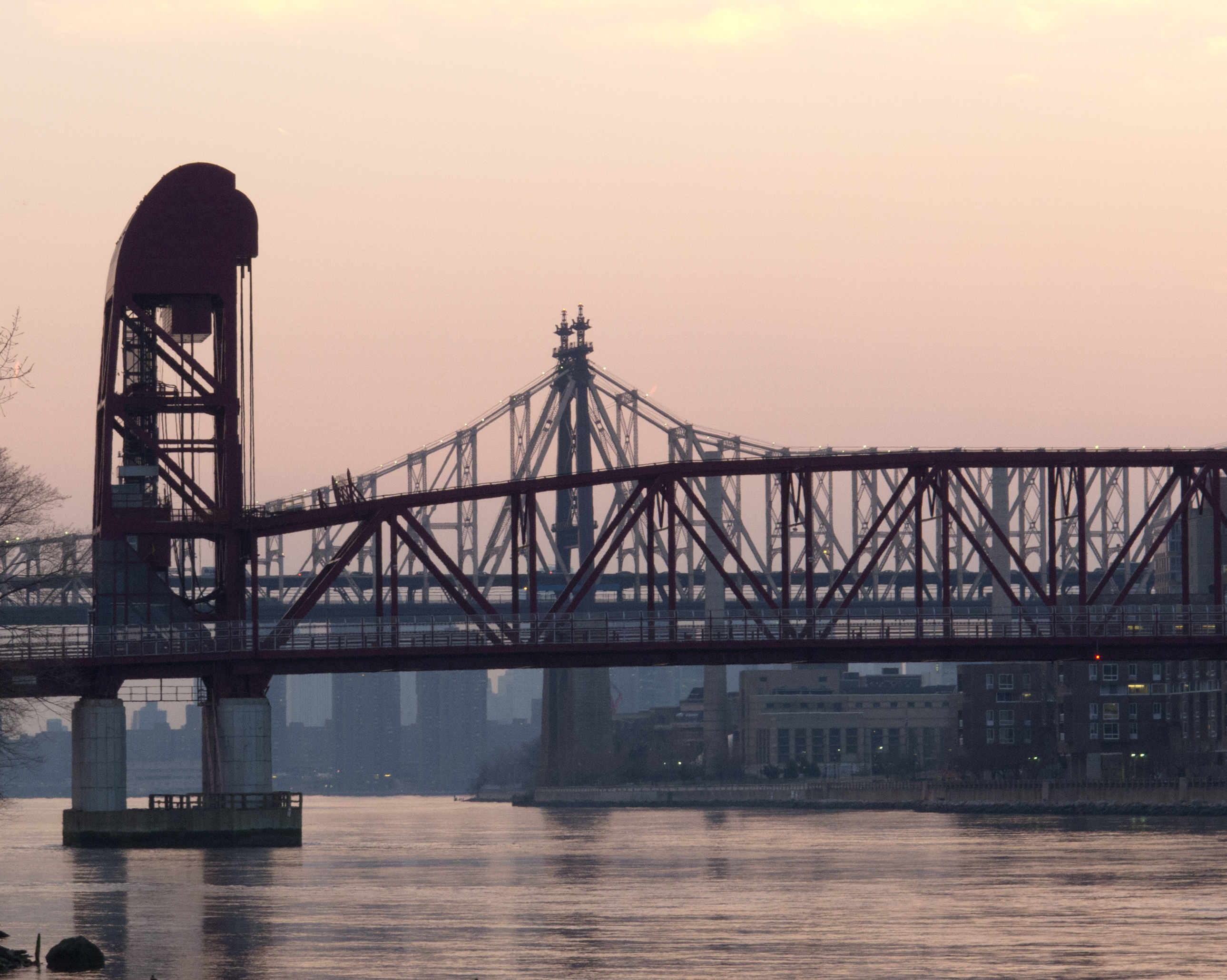
クイーンズボロ橋が背景に見える、ルーズベルト・アイランド橋のクイーンズ側。